# Turin-Asti-Turin
Turin-Asti-Turin est une course automobile. Elle a lieu en Italie, le samedi 18 mai 1895 et compte cinq participants, dont deux en deux-roues.

## Tableau des concurrents
| Pilote                    | Voiture                            | Nb de places | Motorisation |
| ------------------------- | ---------------------------------- | ------------ | ------------ |
| Simone Federmann          | Daimler (omnibus)                  | 4            | vapeur       |
| Cleto Brena               | Benz                               |              |              |
| Sclaverani                | Sclaverani                         | 6            | vapeur       |
| Giovanni Battista Ceirano | Welleyes (2 roues)                 | 1            |              |
| Alois Wolfmuller          | Hildebrand et Wolfmüller (2 roues) | 1            |              |

## Déroulement
- 7 h 30 : Départ de Moncalieri, au sud de Turin.
- 10 h 30 : Arrivée de Federmann à Asti, à la Piazza Alfieri.
- 12 h : Arrivée des deux motos.
- 14 h : Arrivée de Brena, qui ne repartira pas.

Sclaverani s'arrête pour un problème moteur avant Villafranca d'Asti.
Un enfant de 15 ans donne le départ d'Asti.

## Classement
| Pos. | Pilote                    | Temps           | Récompense    |
| ---- | ------------------------- | --------------- | ------------- |
| 1    | Simone Federmann          | 6 h (15,5 km/h) | médaille d'Or |
| 2    | Giovanni Battista Ceirano |                 |               |
| 3    | Alois Wolfmuller          |                 |               |